# North Fork (Arizona)
North Fork – jednostka osadnicza w Stanach Zjednoczonych, w stanie Arizona, w hrabstwie Navajo.